# 泰奥·普谢尔
泰奥·热罗姆·朱利安·普谢尔（法語：Théo Jérôme Julien Pourchaire，2003年8月20日—），法国车手，薩伯學院成员，作为一级方程式索伯车队的后备及测试车手。普谢尔是法国汽车运动联合会FFSA的成员，2019年被薩伯學院签约。这位18岁的车手在2020年三級方程式錦標賽首次代表ART车队出战，并在新秀赛季获得年度亚军，他在斯皮尔伯格大奖赛中的胜利使他成为F3历史上最年轻的分站冠军得主。2021年普谢尔正式参加二级方程式锦标赛效力于ART车队。在摩纳哥大奖赛获得杆位并夺得正赛冠军，成为F2最年轻的杆位选手和最年轻的分站冠军，最终在车手积分榜上排名第五。最终在二级方程式2023年赛季获得年度车手冠军。，

## 职业生涯

### 卡丁车
普谢尔在两岁半就开始学习卡丁车，他在七岁时完成了自己的首秀。他在法国的卡丁车比赛中崭露头角，在CIK-FIA OKJ和DKM青少年锦标赛中获得亚军。

### 低级别方程式
2018年，普谢尔参加了法国F4锦标赛。他在第二场比赛中就取得了胜利，并多次获得冠军。随后赛会为普谢尔颁发了青少年冠军奖。
2019 年，普谢尔继续在F4级别参加比赛，但作为美国 Racing-CHRS 装备的一部分转投 ADAC 4 级方程式锦标赛。普谢尔在萨克森林赛道的最后一轮以 7 分的优势从对手丹尼斯·豪格手中夺得冠军头衔，这位法国人又一次赢得了赛车运动的冠军。在此赛季中，普谢尔总共赢得了4场胜利，6次杆位， 12次登上领奖台，其中包括在德国大奖赛支持比赛中的双冠王。

### 超级方程式
在赢得2023年国际汽联二级方程式锦标赛车手总冠军后，普谢尔按照规则强制从F2毕业。他随后宣布将参加2024年的日本超级方程式锦标赛，他将效力于IMPUL车队。不过在仅参赛一场后，普谢尔离开了车队和赛事。

### 印地赛车
2024年4月，普谢尔与印地赛车车队飞箭迈凯伦车队签约，这也是他仅参赛一场就离开日本超级方程式赛事的原因。然而仅参赛5场后，车队在6月宣布将释出普谢尔，他的席位由美国小将诺兰·西格尔接替。然而在7月，飞箭迈凯伦车队宣布签回普谢尔，他将代替受伤的亚历山大·罗西出战多伦多大奖赛，他最终以第十四名完赛。